# 人間の境界
『人間の境界』（にんげんのきょうかい、原題：Zielona Granica、英題：Green Border）は、2023年のドラマ映画である。アグニエシュカ・ホランドが監督・脚本・製作を務めた。ポーランド、フランス、チェコ、ベルギー合作。ベラルーシ政府による、ポーランドへの大量の難民移送という対EU策略の中で、「人間兵器」として利用される亡命希望者たちを巡る物語を、モノクロ映像で描く。映倫G区分、上映時間152分。
第80回ヴェネツィア国際映画祭では金獅子賞にノミネートされ、その他でも複数の賞を受賞するなど国際的に高い評価を受けた一方で、当時のポーランド政権からは苛烈な非難を浴びた。政府側は「映画は事実と異なる」というPR動画を上映するように劇場に命じたが、多くの独立系映画館はその命令を拒否した。

## あらすじ
ベラルーシとポーランドの間、湿地の森が形成する「緑の国境」の中には、ヨーロッパを目指す中東やアフリカからの難民が数多く潜んでいた。ベラルーシの独裁者アレクサンドル・ルカシェンコがEUに混乱をもたらすために引き起こした策略で、彼ら難民は、隠れた戦争の駒として扱われ、大量にポーランドへと送り込まれる。しかし、ポーランド側も、国境を越えた難民たちをベラルーシ側へと強制的に送り返していた。そんな情勢の中、国境近くに暮らすユリア、若い国境警備員ヤン、そしてシリア難民の家族の日々が交錯する。

## キャスト
- ジャラル・アルタウィル - バシール[7]
- マヤ・オスタシェフスカ - ユリア[7]
- トマシュ・ヴウォソク - ヤン[7]
- ベヒ・ジャナティ・アタイ - レイラ[7]
- モハマド・アル・ラシ - 祖父[1]
- ダリア・ナウス - アミーナ[7]

## 評価

### 受賞とノミネート
| 賞                                | 日付            | カテゴリー                                  | 受賞者                                                                               | 結果       | 参考   |
| --------------------------------- | --------------- | ------------------------------------------- | ------------------------------------------------------------------------------------ | ---------- | ------ |
| ヴェネツィア国際映画祭            | 2023年 9月9日   | 金獅子賞                                    | アグニエシュカ・ホランド                                                             | ノミネート | [ 8 ]  |
| ヴェネツィア国際映画祭            | 2023年 9月9日   | 審査員特別賞                                | アグニエシュカ・ホランド                                                             | 受賞       | [ 9 ]  |
| ヴェネツィア国際映画祭            | 2023年 9月9日   | ARCA CinemaGiovani賞                        | アグニエシュカ・ホランド                                                             | 受賞       | [ 10 ] |
| ヴェネツィア国際映画祭            | 2023年 9月9日   | Premio CinemaSarà                           | アグニエシュカ・ホランド                                                             | 受賞       | [ 10 ] |
| ヴェネツィア国際映画祭            | 2023年 9月9日   | グリーンドロップ賞                          | アグニエシュカ・ホランド                                                             | 受賞       | [ 10 ] |
| ヴェネツィア国際映画祭            | 2023年 9月9日   | レオンチーノ・ドーロ賞                      | アグニエシュカ・ホランド                                                             | 受賞       | [ 10 ] |
| ヴェネツィア国際映画祭            | 2023年 9月9日   | Sorriso Diverso Venezia賞（最優秀外国映画） | アグニエシュカ・ホランド                                                             | 受賞       | [ 10 ] |
| ヴェネツィア国際映画祭            | 2023年 9月9日   | UNIMED賞                                    | アグニエシュカ・ホランド                                                             | 受賞       | [ 10 ] |
| バリャドリッド国際映画祭          | 2023年 10月28日 | ゴールデンスパイク賞                        | アグニエシュカ・ホランド                                                             | ノミネート | [ 11 ] |
| Tertio Millennio Film Fest        | 2023年 11月13日 | 特別フオリカンポ賞                          | アグニエシュカ・ホランド                                                             | 受賞       | [ 12 ] |
| ヨーロッパ映画賞                  | 2023年 12月9日  | 最優秀映画賞                                | 『人間の境界』                                                                       | ノミネート | [ 13 ] |
| ヨーロッパ映画賞                  | 2023年 12月9日  | 最優秀監督賞                                | アグニエシュカ・ホランド                                                             | ノミネート | [ 13 ] |
| ヨーロッパ映画賞                  | 2023年 12月9日  | 最優秀脚本賞                                | - アグニエシュカ・ホランド - ガブリエラ・ワザルキェビチ＝シェチコ - マチェイ・ピスク | ノミネート | [ 13 ] |
| ヨーロッパ映画賞                  | 2023年 12月9日  | ヨーロッパ大学映画賞                        | 『人間の境界』                                                                       | ノミネート | [ 14 ] |
| IndieWire Critics Poll            | 2023年 12月11日 | 最優秀映画（2024年公開作品）                | 『人間の境界』                                                                       | 5位        | [ 15 ] |
| ロッテルダム国際映画祭            | 2024年 2月4日   | 観客賞                                      | 『人間の境界』                                                                       | 受賞       | [ 16 ] |
| ポーランド映画賞                  | 2024年 3月4日   | 最優秀映画賞                                | アグニエシュカ・ホランド                                                             | 受賞       | [ 17 ] |
| 人権に関する国際映画祭&フォーラム | 2024年 3月18日  | 青年審査員賞（フィクション部門）            | アグニエシュカ・ホランド                                                             | 受賞       | [ 18 ] |
| グディニャ映画祭                  | 2024年 9月28日  | 金獅子賞                                    | 『人間の境界』                                                                       | 受賞       | [ 19 ] |
| グディニャ映画祭                  | 2024年 9月28日  | 観客賞                                      | 『人間の境界』                                                                       | 受賞       | [ 19 ] |
| グディニャ映画祭                  | 2024年 9月28日  | 最優秀音響賞                                | ロマン・ディムニー                                                                   | 受賞       | [ 19 ] |